# Tacuarembó FC

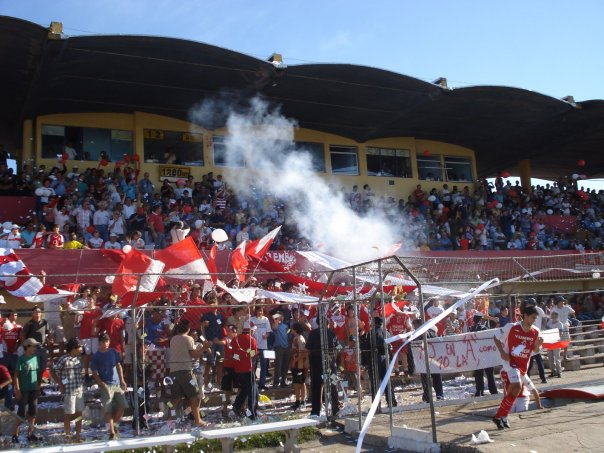
Fans des Tacuarembó F.C.

Der Tacuarembó Futbol Club, kurz Tacuarembó FC (Spitznamen: La Rojiblanca, Rojo, El Tacua und El Equipo de Gardel), ist ein Fußballverein aus der im Departamento Tacuarembó gelegenen gleichnamigen Stadt Tacuarembó im Norden Uruguays. Die Fußballmannschaft des Vereins spielt in der zweithöchsten uruguayischen Spielklasse, der Segunda División.

## Geschichte
Der Tacuarembó FC wurde am 13. November 1998 als Zusammenschluss aus 21 verschiedenen Vereinen gegründet und spielte seit 1999 ununterbrochen in der höchsten uruguayischen Spielklasse, der Primera División. Die beste Gesamtplatzierung erreichte die Mannschaft dabei im Jahr 2000, als man den sechsten Platz belegte. In der Saison 2009/10 wurde der Verein Tabellen-13. und konnte nur knapp den Abstieg in die Segunda División verhindern. In der Spielzeit 2010/11 belegte man in der Abschlusstabelle den 15. und somit vorletzten Platz (Apertura 2010 16.; Clausura 2011 11.). Da sich die Abstiegswertung aus einem Durchschnitt der beiden zurückliegenden Spielzeiten errechnete und somit auch die Saison 2009/10 einbezog, musste man an der Seite von Miramar Misiones den Gang in die Zweitklassigkeit antreten. 2011/2012 belegte man in der zweiten Liga den 4. Rang und nahm somit an den Aufstiegs-Play-Offs teil. Dort scheiterte man im Halbfinale nach Elfmeterschießen an Huracán.
Die Spielzeit 2013/14 beendete die Mannschaft des Tacuarembó FC als Tabellenerster und Meister der Segunda División. Durch den damit verbundenen Aufstieg spielte der Tacuarembó FC in der Saison 2014/15 in der Primera División. Meistertrainer Jorge Castelli ging diesen Weg jedoch nicht mit und trat am 12. Juni 2014 von seinem Amt zurück. Am 1. Juli 2014 übernahm Jorge Moncecchi die vakante Trainerposition. Sein Trainerteam bestand aus Andrés Rodríguez, Torwarttrainer Bilmar Guedes und einem noch zu bestimmenden Co-Trainer. Der Erfolg blieb jedoch aus und so trennte man sich bereits am 12. Oktober 2014 nach einer 2:3-Niederlage gegen El Tanque Sisley von Moncecchi. Die Norduruguayer rangierten zu diesem Zeitpunkt auf dem letzten Tabellenplatz. Am 16. Oktober 2014 übernahm Mario Saralegui die vakante Trainerposition. Moncecchis Trainerteam Nicanor Leal (Co-Trainer) und Andrés Rodríguez („preparador fisico“) komplettierten auch unter Saralegui den Trainerstab. Nachdem man in der Apertura mit lediglich sieben Punkten Tabellenletzter wurde, spielte die Mannschaft des Klubs unter dem im Januar 2015 als Trainer zurückgekehrten Jorge Castelli eine deutlich erfolgreichere Rückserie und belegte in der Clausura-Wertung den 6. Tabellenplatz. Dennoch reichte es in der Jahresgesamttabelle ebenso wie in der Abstiegswertung nur zu einem 15. Platz. Dies bedeutete die unmittelbare Rückkehr in die Zweitklassigkeit.

## Stadion
Seine Heimspiele trägt er im nach Vereinsangaben 9.000 Zuschauer fassenden Estadio Raul Saturnino Goyenola aus.

## Erfolge
- Meister der Segunda División 2013/14

## Trainerhistorie
- Carlos Wallace
- Ariel Krasouski
- José Perdomo[14]
- Clausura 2007: Carlos Manta[15]
- 2008 bis Oktober 2010: Guillermo Almada
- Oktober 2010 bis ?: Julio Brunell (Interimstrainer)[16]
- Januar 2011 bis Oktober 2011: Julio Acuña[17]
- Januar 2014 bis Juni 2014: Jorge Castelli[18][19]
- 1. Juli 2014 bis 12. Oktober 2014: Jorge Moncecchi
- 16. Oktober 2014 bis Dezember 2014: Mario Saralegui[20]
- Januar 2015 bis Juni 2015: Jorge Castelli[21][22]

## Bekannte ehemalige Spieler
- Roberto Brown
- Alejandro Correa
- Horacio Nicolás Erpen
- Fernando Fajardo
- Luis Gallardo
- Alejandro Mello
- Henry Giménez
- Pablo Granoche
- Carlos Navarro Montoya
- Víctor Piríz
- Vicente Sánchez